# Battaglia di Benevento (1266)
La battaglia di Benevento fu combattuta nei pressi di Benevento il 26 febbraio 1266 fra le truppe guelfe di Carlo d'Angiò e quelle ghibelline di Manfredi di Sicilia. La sconfitta e la morte di quest'ultimo portarono alla conquista angioina del Regno di Sicilia.

## Premesse
Il papato era stato a lungo in conflitto con la casa imperiale degli Hohenstaufen durante il periodo del loro dominio in Italia. Al tempo della battaglia, il sovrano Hohenstaufen nel Regno di Sicilia era Manfredi, figlio naturale di Federico II di Svevia. Corradino, legittimo erede del regno in quanto nipote diretto di Federico, era giovane e si trovava al sicuro oltre le Alpi, in Baviera.
Approfittando di una falsa notizia relativa alla presunta morte di Corradino, Manfredi aveva usurpato il trono nel 1258. Papa Urbano IV, determinato a strappare il regno a Manfredi, nel 1263 aveva intrapreso una trattativa segreta per favorire l'intervento di Carlo I d'Angiò, promettendogli il trono siciliano, ma la discesa in Italia dell'Angioino avvenne in realtà solo nel 1265 con il successore di Urbano, papa Clemente IV, il cui pieno appoggio fu decisivo per i successi di Carlo.

## Battaglia
Carlo giunse a Roma già nel 1265, ma fu temporaneamente fermato da gravi problemi finanziari: Manfredi, a sua volta, non scenderà in campo contro di lui fino al gennaio del 1266, quando peraltro il grosso dell'esercito franco-angioino aveva ormai varcato le Alpi, e le lusinghe angioine stavano facendo breccia tra i feudatari del regno di Sicilia.
Allarmato dalle diserzioni tra i suoi seguaci e temendo ulteriori tradimenti, Manfredi, chiamato anche Sultano di Lucera (1258-1266), cercò di portare Carlo in battaglia il più rapidamente possibile. L'Angioino tentò a sua volta di far uscire allo scoperto Manfredi, che era asserragliato a Capua, in modo da costringerlo ad una pericolosa traversata degli Appennini, cosa che avrebbe consentito ai franco-angioini di impedire l'arrivo di rinforzi e rifornimenti per l'esercito imperiale. Manfredi peraltro aveva capito le intenzioni dell'avversario e rimase in una posizione fortificata presso il fiume Calore, che in quel punto era attraversato da un solo ponte.
Carlo d'Angiò aveva diviso la sua cavalleria in tre battaglioni. La fanteria e il primo battaglione, composto da 900 provenzali, erano in prima linea, comandati da Ugo di Mirepoix e Filippo di Montfort, signore di Castres. Dietro di loro si trovava il secondo battaglione, che consisteva di 400 mercenari italiani e 1000 uomini della Linguadoca e della Francia centrale. Carlo guidava personalmente il secondo battaglione. Dietro di loro, il terzo battaglione consisteva in circa 700 uomini della contea di Fiandra sotto Gilles de Trasignies II, Connestabile di Francia, e Roberto III delle Fiandre. Rilevante fu l'apporto fornito a Carlo da un nutrito gruppo di cavalieri della Parte Guelfa di Firenze.
Manfredi aveva adottato disposizioni simili. I suoi arcieri saraceni di Lucera erano in prima linea. Dietro di loro si trovava il primo battaglione, 1200 mercenari tedeschi armati con armature in strati di lastre (una novità per l'epoca), comandato da suo cugino Giordano d'Anglano e da Galvano di Anglona. Il secondo battaglione consisteva di circa 1000 mercenari italiani e 300 cavalieri leggeri saraceni, comandati da suo zio Galvano Lancia. Il terzo battaglione era composto da 1400 feudatari del Regno, sotto il comando personale di Manfredi.
La battaglia iniziò al mattino, quando Manfredi fece avanzare la sua prima linea (arcieri e cavalleria leggera) sul ponte. Queste forze attaccarono la fanteria francese, ma furono presto messe in fuga dal primo battaglione angioino. Avventatamente (non è noto se di propria iniziativa, o per ordine di Manfredi, o in seguito, come sembra probabile, all'errata interpretazione di un ordine ricevuto), il primo battaglione tedesco attraversò il ponte e contro-caricò i francesi. In un primo momento, i mercenari tedeschi sembravano inarrestabili: tutti i colpi rimbalzavano sulle loro corazze, e Carlo fu costretto ad impiegare anche il suo secondo battaglione. I tedeschi continuavano ad avanzare, ma i franco-angioini scoprirono che la nuova armatura a strati di piastre non proteggeva le ascelle quando il braccio veniva alzato per colpire ed iniziarono così a colpire a loro volta gli avversari sotto le ascelle. Inoltre i comandanti francesi diedero ordine agli arcieri ed ai fanti, con una spregiudicatezza che all'epoca era ritenuta veramente scorretta, di colpire i destrieri dei cavalieri nemici, causando gravi perdite e notevole confusione nella cavalleria sveva.
Le sorti della battaglia da quel momento volsero velocemente contro Manfredi. Tutte le sue forze avevano attraversato l'unico ponte sul Calore per raggiungere il campo: a quel punto, infatti, anche il secondo battaglione tedesco aveva passato il fiume; Carlo aveva allora ordinato al suo terzo battaglione di circondare gli avversari su entrambi i lati, cosicché questi furono rapidamente messi in fuga. Davanti alla disfatta, quasi tutti i nobili del regno di Sicilia, presenti nel terzo battaglione di Manfredi, abbandonarono il campo, lasciando solo il re con pochi fedelissimi compagni d'arme. Dopo aver scambiato la sopravveste reale con il suo amico Tebaldo Annibaldi, Manfredi e i suoi seguaci si gettarono nella mischia, in cerca di una morte eroica, e furono uccisi.
Manfredi viene nominato successivamente nel canto III del Purgatorio della Divina Commedia, in cui viene detto che fu ucciso da due colpi di spada, uno alla testa e uno al petto.

## Entità degli eserciti
Le fonti narrative pervenuteci differiscono sulle cifre della composizione degli eserciti nella battaglia. Di seguito una comparazione delle principali fonti:
| Fonte            | Anno                | Ghibellini - Esercito di Manfredi                                                                                      | Guelfi - Esercito di Carlo I d'Angiò |
| ---------------- | ------------------- | --- | --- |
| Andrea Ungaro    | 1272 ca.            | 5000 cavalieri e 10000 fanti. Tedeschi, "genti diverse", saraceni, "pugliesi" (abitanti e nobili del Regno di Sicilia) | Lista dei nobili che presero parte all'impresa senza fornire cifre. Provenzali, Nobili "franchi" (della Francia), "bellovacensi" (da Beauvais), "viromandensi " (da Vermandois), "remensi" (da Reims), "petrogorensi" (dal Périgod), nobili romani, campani, lombardi e toscani |
| Saba Malaspina   | 1285 ca.            | Più di 1000 cavalieri e più di 10000 fanti. Tedeschi, saraceni, lombardi, nobili regnicoli e "altri"                   | 2000 cavalieri e un numero non precisato di fanti. Francesi e provenzali. |
| Giovanni Villani | Prima metà XIV sec. | 3600 cavalieri e un numero imprecisato di fanti. Tedeschi, toscani, lombardi, "pugliesi" e saraceni.                   | 3000 cavalieri e un numero imprecisato di fanti. Francesi, provenzali, romani, fiamminghi, brabantini, piccardi, dell'Hainaut, fiorentini, toscani e "italiani". |

## Conseguenze
La distruzione dell'esercito di Manfredi segnò il crollo del dominio degli Hohenstaufen in Italia e la quasi definitiva sconfitta del partito ghibellino. I resti del Regno di Sicilia furono conquistati quasi senza resistenza. La resistenza ghibellina dei feudatari del Regno si concentrò solo in alcune zone. In alcuni casi la resistenza all’Angiò fu debole e dopo qualche anno la totalità dei feudatari che lo contrastavano si arrese al nuovo Re. In altri casi, come nel teramano, i resistenti fedeli agli Svevi si organizzarono tra loro per destabilizzare le nuove istituzioni angioine fino a porre il dubbio sul sangue reale della casa cadetta di Francia. Alcune famiglie della piccola nobiltà locale, tra Il fiume Tronto ed il fiume Vomano riuscirono, con sorti alterne, a combattere i nuovi occupanti senza riconoscere la corona angiolina, nonostante le scomuniche del Papa e il bando dal Regno divulgato da Carlo d’Angiò. È il caso di Gualtiero, Todino ed Attone di Bellante, feudatari fedeli agli Svevi, i quali lasciarono i loro feudi tra il Tronto ed il Vomano, solo dopo la pace di Caltabellotta (1302), tra Carlo di Valois, (per conto di Carlo II d’Angiò) e Federico III D’Aragona, quando Gualtiero De Bellante, dovendo accettare la pace tra gli Angiò e gli Aragona (Pietro d’Aragona aveva sposato Costanza figlia di Manfredi e nipote di Federico II e rivendicava per se il Regno), dovette trasferirsi in Sicilia alla corte di Federico III d’Aragona. Insediatosi nel suo nuovo dominio, Carlo attese a quel punto la discesa in Italia di Corradino di Svevia, l'ultima speranza degli Hohenstaufen, nel 1268, per sconfiggerlo nella battaglia di Tagliacozzo, imprigionarlo e successivamente farlo giustiziare a Napoli. Ciò segnò la completa vittoria della parte guelfa.
In tutta Italia i ghibellini venivano uccisi e cacciati dalle città: ne parla più volte anche Dante Alighieri nella Divina Commedia, come quando cita Manfredi nel III canto del Purgatorio e lo incontra insieme a Virgilio sulla spiaggia dell'Antipurgatorio nella prima schiera di negligenti, quella dei morti scomunicati. Qui Manfredi racconta a Dante i suoi peccati e fa notare quanto la bontà del Signore sia grande.

## Celebrazioni
Nei giorni del 750º anniversario della battaglia, febbraio/marzo 2016, presso il comune di Benevento, sono stati organizzati una serie di incontri, convegni ed eventi per le celebrazioni di tale avvenimento storico. Le manifestazioni, che hanno visto coinvolti anche studiosi e professionisti della ricerca storica, sono state organizzate da diverse associazioni culturali locali, coordinate dal docente del liceo artistico, Francesco Morante.